# مجزرة البريج (سبتمبر 2024)
مجزرة البريج سبتمبر 2024 التي وقعت في سبتمبر 2024، كانت واحدة من أبرز الأحداث الدموية التي شهدها قطاع غزة خلال تصاعد التوترات بين القوات الإسرائيلية والفصائل الفلسطينية. وقعت المجزرة في مخيم البريج، وهو أحد مخيمات اللاجئين الفلسطينيين الكبيرة في وسط قطاع غزة

## خلفيه
السياق السياسي
تأتي مجزرة البريج في ظل صراع طويل الأمد بين الفلسطينيين وإسرائيل، حيث كانت التوترات تتصاعد بشكل ملحوظ في الأشهر التي سبقت سبتمبر 2024. فشلت جهود السلام، واحتدمت الاشتباكات بين القوات الإسرائيلية والفصائل الفلسطينية بما في ذلك حماس والجهاد الإسلامي.
الوضع في قطاع غزة
يعاني سكان قطاع غزة من حصار إسرائيلي مفروض منذ عام 2007، مما أدى إلى أزمة إنسانية حادة الوضع في غزة متدهور حيث يواجه السكان نقصا في الكهرباء والمياه والمواد الغذائية، فضلاً عن تدهور نظام الرعاية الصحية.
الأحداث السابقة
قبل المجزرة، كانت هناك عدة جولات من العنف، مع تصعيد عسكري إسرائيلي وعمليات إطلاق صواريخ من غزة. هذه الديناميكية خلقت بيئة مشحونة، حيث كانت عمليات الغارات الجوية الإسرائيلية تتزايد بشكل مستمر.

## الضحايا
ارتكبت قوات الاحتلال مجزرة كبيرة بعد قصف مربع سكني في مخيم البريج وسط القطاع، راح ضحيتها ما يزيد على 40 شهيداً، عدد كبير منهم ما زالوا تحت الركام، إضافة لعشرات الجرحى وأكد الدفاع المدني في قطاع غزة، أنه تلقى عشرات نداءات الاستغاثة، بعضها خرجت من تحت الركام، من محاصرين تمكنوا من إجراء اتصالات هاتفية، وكلما حاولت الفرق الوصول لموقع القصف، تعرضت لإطلاق نار وقذائف من دبابات متمركزة على خط التحديد شرق المخيم، ومن طائرات مُسيرة تحلق في الأجواء.